# Верховых, Василий Мефодиевич
Василий Мефодиевич Верховых (15 ноября 1895 года, село Озерки Липецкого уезда Тамбовской губернии, теперь Петровского района Тамбовской области, Российская Федерация — 24 июля 1985, Москва) — советский партийный и хозяйственный деятель, 2-й секретарь Дальневосточного крайкома ВКП(б), ответственный секретарь Николаевского окружного комитета КП(б)У. Член ЦК КП(б)У в июне 1930 — январе 1932 г.

## Биография
Родился в семье крестьянина-бедняка. С юных лет работал подмастерьем в кустарных мастерских по ремонту инвентаря. В 1911-1914 годах — рабочий по ремонту путей на станции Маросейка Владикавказской железной дороги, ученик слесаря Тихорецких железнодорожных мастерских Кубанской области.
Член РСДРП(б) с марта 1913 года.
В августе 1914 — 1917. — в русской императорской армии. Служил в 185-м пехотном полку в Смоленске, в учебной команде в Нижнем Новгороде, в 6-м Финляндском полку 2-й Финляндской стрелковой дивизии на Юго-Западном фронте. Участник Первой мировой войны. После ранения в 1916 году переведен в 30-й запасной полк в городе Туле.
В 1917 году был членом Тульской, а затем Харьковского советов рабочих и солдатских депутатов. Избирался делегатом II-го и III-го Всероссийских съездов Советов.
В начале 1918 года — командир красногвардейской конницы в Харькове. Потом вернулся в Тамбовскую губернию, где организовывал партийные ячейки, комитеты бедноты и совхозы.
С 1918 года — в Красной армии. Служил помощником Усманского уездного военного комиссара, комиссаром по формированию частей РККА Южного фронта. В начале 1919 года избран председателем Усманского уездного комитета РКП(б). Затем был председателем Усманского уездного революционного комитета, возглавлял борьбу против белогвардейских отрядов Мамонтова. В декабре 1919 — марте 1920 года — председатель Усманского уездного комитета РКП(б).
В 1920 — октябре 1922 года — секретарь Киевского губернского революционного комитета, управляющий делами Киевского губернского исполнительного комитета. В октябре 1922 — феврале 1924 года — на Киевском заводе «Арсенал».
Затем — ответственный секретарь Борисоглебского уездного комитета РКП(б) Тамбовской губернии, заведующий отделом Тамбовского губернского комитета РКП(б), инструктор ЦК ВКП(б) в Москве.
В 1926 — мае 1929 года — заведующий отделом внутренней и внешней торговли Дальневосточного краевого комитета ВКП(б); заведующий организационного отдела Читинского окружного комитета ВКП(б).
В мае — сентябре 1929 года — 2-й секретарь Дальневосточного краевого комитета ВКП(б).
В 1929-1930 годах — ответственный секретарь Николаевского окружного комитета КП(б)У. Затем работал на ответственной партийной работе в Донбассе.
В 1932-1936 годах — партийный организатор ВКП(б) Тульского оружейного завода. 
26 января—10 февраля 1934 года делегат XVII съезда ВКП(б) с решающим голосом.
С 1936 года — директор Московского металлопрокатного завода.
С июня 1941 г. — в Красной армии. Участник Великой Отечественной войны. Служил военным комиссаром 507-го передвижного военно-полевого хирургического госпиталя и полевого эвакуационного пункта, военным комиссаром, заместителем по политической части начальника санитарного отдела 13-й армии. В 1946 году был демобилизован из армии.
В 1947-1951 годах — директор Московского деревообрабатывающего комбината. В 1951-1957 годах — директор 11-й типографии Московского полиграфического треста; заместитель директора Государственного специализированного проектного института № 8 в Москве.
С 1957 г. — на пенсии в Москве.

## Звание
- полковой комиссар
- подполковник интендантской службы

## Награды
- орден Трудового Красного Знамени
- орден Октябрьской Революции
- два ордена Красной Звезды (12.03.1943, 20.04.1943)
- орден Отечественной войны 1-й степени (30.08.1945)
- орден Отечественной войны 2-й степени (9.11.1943)
- медали
- чехословацкий орден «Военный крест»